# 田端美保
田端 美保（たばた みほ、3月16日 - ）は、日本の女性声優。大阪府出身。プランダス所属。旧芸名は、田端 佑佳奈（たばた ゆかな）。

## 略歴
2012年3月、大阪アニメーションカレッジ専門学校声優学科アニメ声優コース卒業。
2018年9月4日付にて、芸名を「田端美保」から「田端佑佳奈」に改名した。
2022年3月末をもってB-Boxを退所し、4月よりプランダスに所属。また、移籍に伴い、芸名を「田端佑佳奈」から「田端美保」に戻した。

## 出演
太字はメインキャラクター。

### テレビアニメ
2014年
- ガールフレンド（仮）（女子生徒、生徒会、女生徒A）

2015年
- ユリ熊嵐（生徒1）

2016年
- 旅街レイトショー（久米野）

2017年
- 龍の歯医者
- 夏目友人帳 陸（生徒たち）

2018年
- 少女☆歌劇 レヴュースタァライト（双葉の母、婦人警官A）
- 色づく世界の明日から（クラスメイト）

2020年
- 文豪とアルケミスト 〜審判ノ歯車〜（音声）

2021年
- おそ松さん（女）

2022年
- メイドインアビス 烈日の黄金郷

2023年
- 虚構推理 Season2（社員C）

### 劇場アニメ
- 薄暮（2019年）
- 天気の子（2019年）[8]
- 少女☆歌劇 レヴュースタァライト ロンド・ロンド・ロンド（2020年、婦人警官A）

### OVA
- 暗殺教室（2013年、中村莉桜）

### ゲーム
- オトギア[2]
- 雀王
- 絶対階級学園[2]
- ファイトリーグ（寝ぐせヘアー アイロナ）

### ドラマCD
- この男子、悪人と呼ばれます
- ブラック・ブレッド

### 吹き替え
- 悪霊館（キャサリン〈ヘザー・メイザー〉、セス〈クリスチャン・ガニエール〉）
- キャッチ!ティニピン（オリビア校長[9]）
- ジュラシック・エクスペディション（オーロラ〈ホイットニー・ニールセン〉）
- 水怪 ウォーター・モンスター（香蘭〈ジュ・リーラン〉）
- マイリトルポニー〜トモダチは魔法〜（ラリティ）（シーズン1〜2（YouTube版追加録音部分）、シーズン3〜）
  - マイリトルポニー〜虹の終わりの町〜（ラリティ）
- マイリトルポニー: 新しい世界（ラリティ）

### 舞台
- いや、ばれるで、こりゃ。
- 劇団空感演人 また逢おうと竜馬は言った
- CLOUD9 プロデュース GIMMICK![2]
- 劇団空感エンジン 100年の花[2]
- 2013 u-you.company MASTER IDOL〜マスターアイドル〜
- ENCOUNTER Vol.2 Never end